# Distrito de Courtelary
El distrito de Courtelary es uno de los antiguos veintiséis distritos del cantón de Berna (Suiza), ubicado en el noroeste del cantón con una superficie de 266 km². La capital del distrito era Courtelary. 

## Geografía
El distrito de Courtelary fue uno de los tres distritos francófonos del cantón de Berna, junto con La Neuveville y Moutier, que forman la región del Jura bernés (Jura bernois en francés). Limita al noreste con el distrito de Moutier, al sureste con Büren, al sur con los distritos de Biel-Bienne y La Neuveville, al suroeste con el Val-de-Ruz (NE), al oeste con La Chaux-de-Fonds (NE), al noroeste con el distrito de Franches-Montagnes (JU), y al este con el distrito de Lebern (SO).

## Historia
Anexado al cantón de Berna en 1815 como bailía, el "distrito" de Courtelary succedió a la señoría de Erguel, antigua bailía del Obispado de Basilea. Accedió al estatus de distrito del Jura bernés tan solo en 1831. Desde entonces el distrito experimenta dos rectificaciones territoriales: las comunas de la antigua parroquia de Perles (Meinisberg, Perles, Reiben y Romont) fueron anexadas a la bailía de Büren, mientras que la comuna de Orvin pasa a la bailía de Courtelary. Gracias a varias peticiones de los romonteses y a los decretos de 1839 y 1840, Romont vuelve al distrito de Courtelary en 1841.
En 1890, el Pré de Macolin fue amputado al distrito, pasando de manos de la comuna de Orvin a la de Evilard en el distrito de Biel-Bienne. Desde entonces, el más grande de los distritos del Jura bernés no ha tenido ninguna otra modificación territorial. Las dieciocho comunas que lo componen escogieron quedarse en el cantón de Berna en los plesbiscitos de 1974 y 1975.

## Comunas
| Comunas           | Población (31.12.2007) | Superficie en hectáreas |
| ----------------- | ---------------------- | ----------------------- |
| Corgémont         | 1514                   | 17,60                   |
| Cormoret          | 512                    | 13,43                   |
| Cortébert         | 723                    | 14,75                   |
| Courtelary        | 1185                   | 22,24                   |
| La Ferrière       | 542                    | 14,23                   |
| La Heutte         | 506                    | 8,00                    |
| Mont Tramelan     | 120                    | 4,64                    |
| Orvin             | 1198                   | 21,43                   |
| Péry              | 1348                   | 15,57                   |
| Plagne            | 378                    | 7,55                    |
| Renan             | 828                    | 12,62                   |
| Romont            | 193                    | 7,07                    |
| Saint-Imier       | 4740                   | 20,86                   |
| Sonceboz-Sombeval | 1740                   | 15,03                   |
| Sonvilier         | 1134                   | 23,78                   |
| Tramelan          | 4242                   | 24,88                   |
| Vauffelin         | 433                    | 5,92                    |
| Villeret          | 926                    | 16,22                   |
| Total (18)        | 22.262                 | 265,82                  |